# 衝立

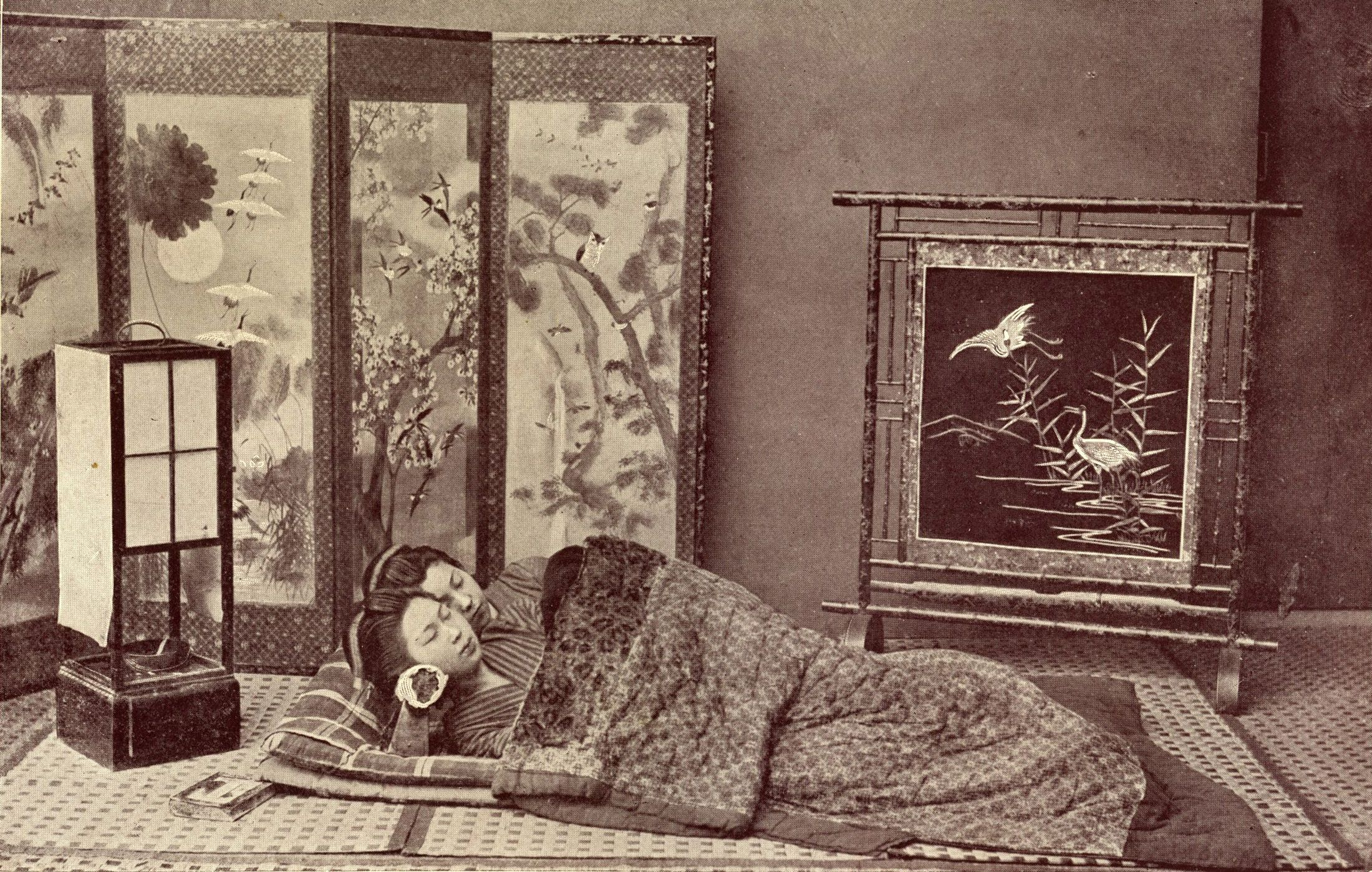
向かって右奥に置かれているのが衝立。左奥には、同じくパーティションの一種である屏風がある。ただしこの写真で見られる衝立と屏風は従来の使い方（当時の使い方）を示しておらず、外国人に日本の伝統風俗を解説する目的で撮影されたものである。

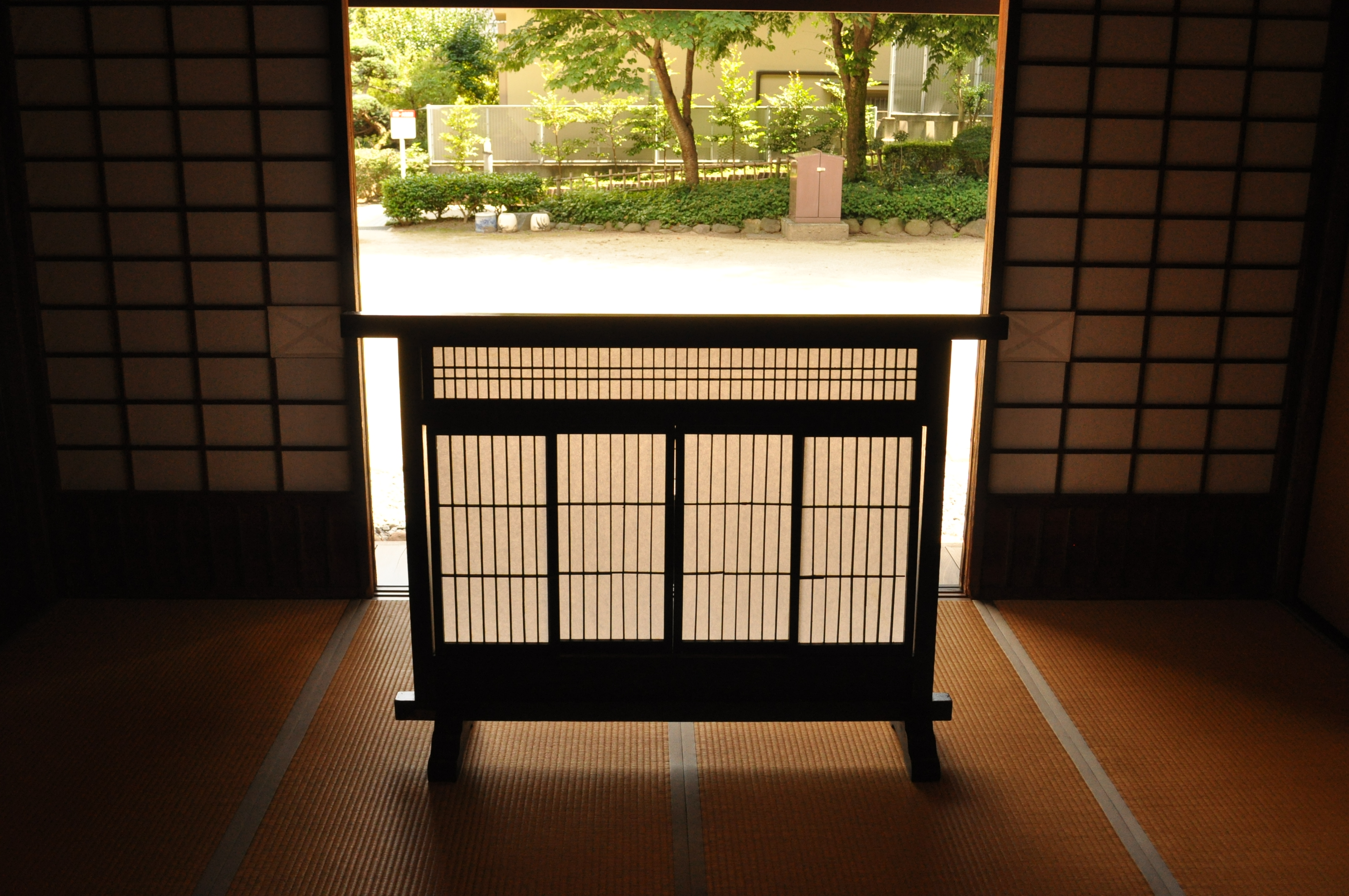
障子を用いた衝立

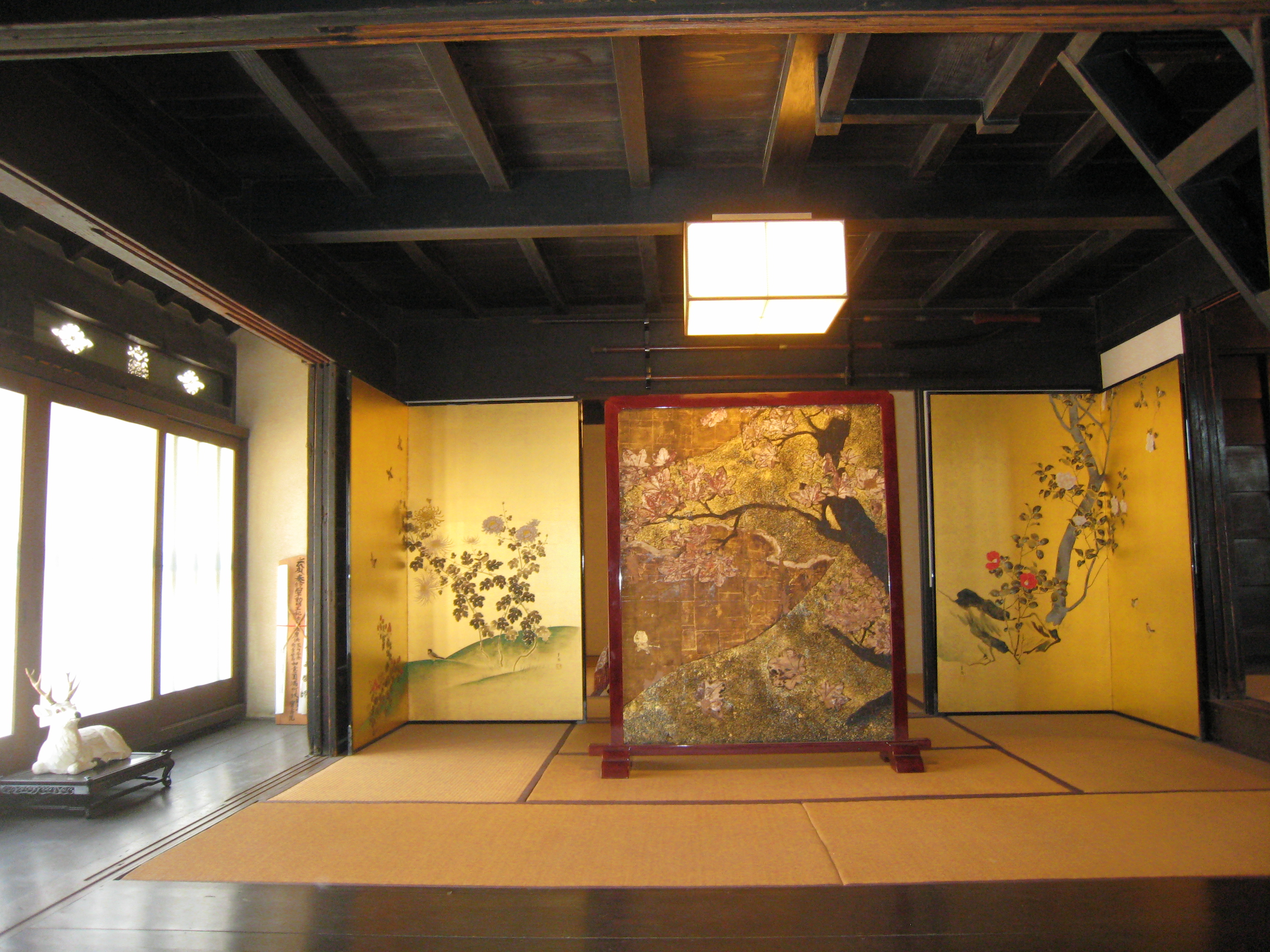
衝立（写真中央）と屏風

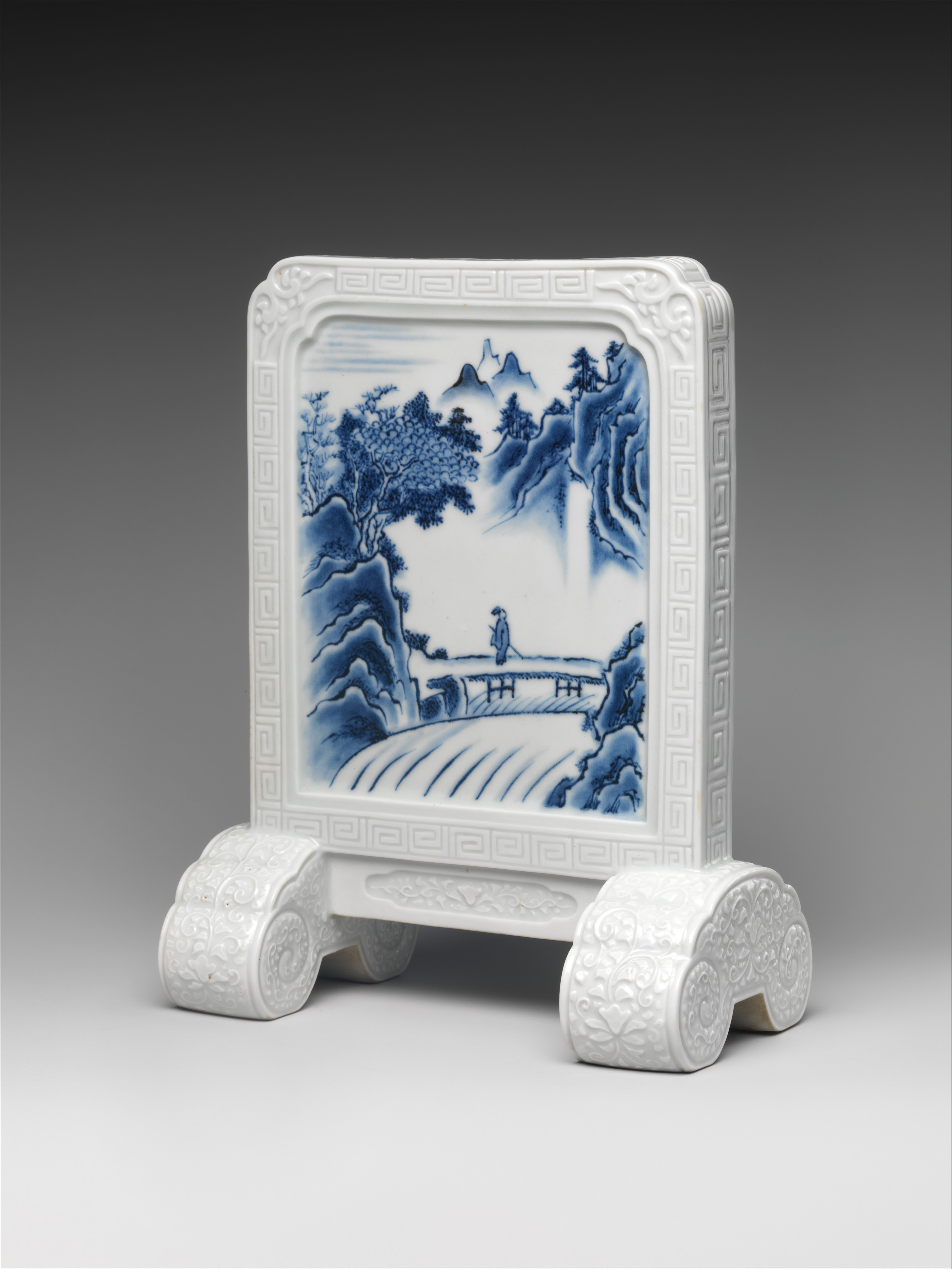
硯屏

衝立（ついたて）は、日本の家屋（とりわけ、伝統的家屋）で用いられる、パーティション（間仕切り）用家具の一種。襖障子・板障子・組子などといった障壁に使える物に台脚を取り付けることで自立する調度品に仕立てたもので、屋内にて、間仕切り、目隠し、風除け、装飾性・芸術性などを目的に用いられる。

## 概要
中国から日本に伝えられた飛鳥時代当時の屏風は、衝立の形態であったといわれる。
設置した場所から移動させれば、二分されていた居住空間はただちに元の一空間に戻る。衝立は、あくまで簡易的で一時的な空間分割の手段である。伝統的には座敷で用いるものであったが、現代では、玄関口、通り庭、台所などのほか、飲食店の間仕切りなどにも利用されるようになっている。
玄関口に置かれる場合、ここでの役割の第一は目隠し目的の壁、すなわち、客の視線が奥の室内に直接届くことのないよう遮る壁であるが、それに加えて、訪問者が最初に目にする屋内の調度品であることから、もてなしに相応しい美が期待されるものでもある。
巨木の切り株や埋木（例えば、屋久杉の土埋木）を元に仕立て上げた衝立などは、本来の目的からすれば重量が過ぎておいそれとは持ち運べない大型家具が多いが、美の演出に主眼を置いたこのような衝立の事例も少なくない。なお、現在では伐採が禁止されていることから、屋久杉の衝立はそれが盛んに生産されていた当時（おおよそ20世紀半ば以前）以上に稀少で高価なものとなっている。美的価値の高い石や鍾乳石を板状に加工して衝立に仕立てたものもある。
美術品として分野を築いている屏風とは比べるべくもなくささやかではあるが、衝立もまた美術的な表現の場として一分野を形成している。すべてが絵画で表現される屏風に対し、衝立のそれは絵画や漆仕上げなどによる平面的表現に加え、彫刻を大いに含む。衝立の彫刻は板面に浮き彫りで表されることもあれば、台脚より上部のすべてが本体である場合もある。

## 硯屏
硯屏（けんびょう）は、日本で書を行う際に硯の脇に置く、小型の衝立、あるいは、衝立によく似た形の小さな用具である。風による塵・埃が硯に入るのを防いだり、風で墨が乾くのを防ぐために用いられてきたが、現代では色紙などを飾るための調度品として用いられることが多い。主要な材としては木製と陶器製が多く見られる。